# Mosopelea

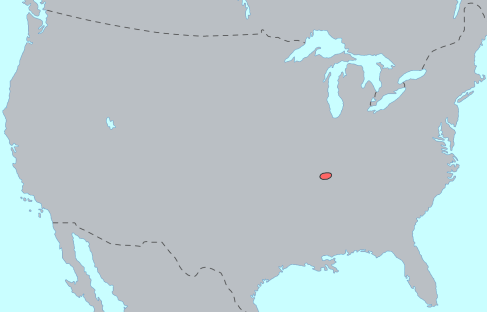
Zasięg języka plemienia Ofo

Mosopelea lub Ofo – plemię Indian północnoamerykańskich, posługujących się jednym z języków siouańskich.
Mosopelea (we francuskich źródłach Monsoupelea) zamieszkiwali początkowo dolinę rzeki Ohio. Od nich wzięła się prawdopodobnie nazwa Pellissippi (szauniski skrót od Mosopeleacipi, „rzeka ludu Mosopelea”), używana niegdyś w odniesieniu do Ohio, a później do Clinch. Pierwsza mapa umiejscawiająca ich na tym terenie pochodzi z 1673 roku. Przy kolejnej, stworzonej przez Franquelina w 1684 roku, znajduje się przy nich adnotacja o 8 zniszczonych wioskach. Późniejsze mapy ukazują Mosopelea w dwóch miejscach: nad Ohio i w dolinie Yazoo, w dorzeczu Missisipi, dokąd zostali prawdopodobnie wyparci przez Irokezów.
Ostatecznie osiedli w Luizjanie, gdzie zasymilowali się z plemionami Biloxi oraz Tunica.